# 宗覚寺
宗覚寺（そうかくじ）は、熊本県八代市妙見町にある日蓮宗の寺院。山号は泉福山。旧本山は熊本本妙寺。本堂は八代市指定文化財。

## 歴史
慶長13年（1608年）、加藤忠正（熊本藩主・加藤清正の嫡男、理性院殿宗覚日等居士）の菩提所として建立された泉福山本成寺が起源である。寛永11年（1634年）、本成寺が八代城下へ移転したためにその跡に草庵が建立され、本成寺が忠正の供養を続けた。延宝8年（1680年）、八代城主・松井直之の斡旋で、藩主の細川綱利が宗覚寺に本成寺の日龍を据えた。天和3年（1683年）本堂が建立され、あわせて寺号を忠正の法名から宗覚寺と改めた。明治10年（1877年）西南戦争で西郷軍の本営が置かれたため、兵火に罹り山門を残し全焼した。現在の本堂は明治18年（1885年）頃、庫裏とともに再建されたもの。昭和60年（1985年）に庫裡が新築再建された。

## 境内
- 本堂
- 山門
- 鐘楼
- 三十番神堂